# تود ريد
تود ريد (بالإنجليزية: Todd Reid)‏ مواليد 3 يونيو 1984 في سيدني، هو لاعب كرة مضرب أسترالي سابق بدأ مسيرته كمحترف سنة 2002 وكان يلعب باليد اليمنى، اعتزل اللعب في 2009. أعلى تصنيف له في الفردي كان المركز الـ 105 في سنة 2004. أعلى تصنيف له في الزوجي كان المركز الـ 305 في سنة 2003.

## روابط خارجية
- تود ريد على موقع رابطة محترفي التنس (الإنجليزية)
- تود ريد على موقع الاتحاد الدولي لكرة المضرب (الإنجليزية)
- تود ريد على موقع كأس ديفيز (الإنجليزية)
- تود ريد على موقع اتحاد التنس الأسترالي (الإنجليزية)
- تود ريد على موقع خلاصة التنس.كوم (الإنجليزية)